# Michelle Chen
Chen Mei-hsuan (chino: 陳玫璇) más conocida como Michelle Chen (chino tradicional: 陳妍希, chino simplificado:陈妍希), es una actriz y cantautora taiwanesa.

## Biografía
Tiene una hermana mayor.
Estudió en la Universidad del Sur de California (en inglés: "University of Southern California") en Estados Unidos de donde se graduó en el 2005 con una licenciatura en administración de empresas.
Habla con fluidez taiwanés, chino mandarín e inglés.
Es buena amiga de la actriz Ariel Lin, el actor Joe Cheng y la cantante Rainie Yang.
En el 2015 comenzó a salir con el actor chino Chen Xiao, la pareja se comprometió en el 2016 y se casaron el 5 de julio del mismo año. El 20 de diciembre del mismo año le dieron la bienvenida a su primer hijo, Chen Muchen (陈睦辰).

## Carrera
En junio del 2007 se unió al elenco recurrente de la serie Why Why Love donde interpretó a Jiang Xiao-nan, la mejor amiga de Tong Jiadi (Rainie Yang).
En junio del 2011 se unió al elenco principal de la película taiwanesa You Are the Apple of My Eye donde dio vida a Shen Chia-yi, una extrovertida estudiante que constantemente obtiene buenos resultados en los exámenes, que termina enamorándose del joven Ko Ching-teng (Ko Chen-tung) a quien ayuda en sus estudios.
El 21 de junio del 2013 se unió al elenco de la película Badges of Fury donde interpretó a Angela, la supervisora de Huang Fei Hong (Jet Li) y Wang Bu Er (Wen Zhang).
El 3 de diciembre del 2014 se unió al elenco principal de la serie china The Romance of the Condor Heroes donde dio vida a Xiaolongnü, hasta el final de la serie el 11 de marzo de 2015.
El del 2016 se unió al elenco principal de la película Pali Road donde interpretó a la doctora Lily Zhang, una mujer que luego de despertar luego de estar envuelta en un accidente automovilístico descubre que está viviendo una vida completamente diferente, por lo que busca la verdad.

## Filmografía

### Series de televisión
| Año             | Título                             | Personaje            | Notas        |
| --------------- | ---------------------------------- | -------------------- | ------------ |
| 2020 - presente | Teresa Teng, I Only Care About You | Teresa Teng          |              |
| 2018            | I'm a Pet At Dali Temple           | Emperatriz Qing Huan |              |
| 2016 - 2017     | City Still Believes In Love        | Huang Yi Ran         | 44 episodios |
| 2015            | The Legend of Qin                  | Duanmu Rong          | 54 episodios |
| 2014 - 2015     | The Romance of the Condor Heroes   | Xiaolongnü           | 52 episodios |
| 2011            | Remember, About Us                 | Jiang Mu-yun         | 18 episodios |
| 2011            | Lin Bei                            | Lin Hsiao-ni         | 11 episodios |
| 2011            | Moment in Macau                    | Ni Jing-ya           |              |
| 2010            | Channel-X                          | Lo Shan-shan         |              |
| 2010            | Drunken Red Dust                   | Lei Jin-yi           |              |
| 2008            | Miss No Good                       | Jiang Mi             |              |
| 2008            | Wish to See You Again              | Pan Neng-xian        | 16 episodios |
| 2007            | Why Why Love                       | Jiang Xiao-nan       |              |

### Películas
| Año  | Título                                     | Personaje       | Notas                                                                                 |
| ---- | ------------------------------------------ | --------------- | ------------------------------------------------------------------------------------- |
| 2018 | A Rain Cloud in the Sky (The Shadow Play)  | Ah Yun          | junto a Jing Boran, Ma Sichun, Qin Hao y Song Jia                                     |
| 2016 | Pali Road                                  | Dra. Lily Zhang | junto a Jackson Rathbone, Sung Kang, Henry Ian Cusick y Tzi Ma                        |
| 2016 | Morning, Paris!                            | -               | junto a Chen Xiao                                                                     |
| 2016 | Scandal Maker                              | Tang Hui Ru     | junto a Tong Dawei, Liu Ruilin, Lü Yuncong, Wen Xin y Pan Bin-long                    |
| 2016 | Run for Love Norway: "Artificial Sunlight" | -               | junto a Sebastian Stigar, Per Christian Ellefsen, Janny Hoff Brekke y Sigmund Sæverud |
| 2015 | Go Lala Go 2                               | -               | (cameo) - junto a Ariel Lin, Vic Chou, Chen Bolin, Nana y Vivian Wu                   |
| 2015 | This Is Me (Young For You)                 | Qiu Yingzi      | junto a Zheng Kai, Bao Bei'er, Sun Jian, Tang Yixin y Wang Yongqiang y Tracy Chou     |
| 2015 | 12 Golden Ducks                            | Suk-fun         | (cameo) - junto a Sandra Ng, Louis Koo y Nicholas Tse                                 |
| 2014 | Café. Waiting. Love                        | Cliente         | (cameo) - junto a Vivian Sung y Bruce Hung                                            |
| 2014 | Urban Games                                | Dai Rui         | junto a Shawn Dou, Ashton Chen, Ye Qing, Cica Zhou y Juno                             |
| 2014 | Lock Me Up, Tie Him Down                   | Reportera       | (cameo) - junto a He Jiong, Vivian Hsu, Jiang Mengjie y Cai Xukun                     |
| 2013 | Badges of Fury                             | Angela          | junto a Jet Li, Wen Zhang, Liu Shishi y Ada Liu                                       |
| 2013 | Together                                   | Jojo            | junto a Bosco Wong, Donnie Yen, Ko Chen-tung, Chrissie Chau y Angelababy              |
| 2012 | Ripples of Desire                          | Bai Xiaoxue     | junto a Jerry Yan, Ivy Chen, Joe Cheng, Simon Yam y Sandra Ng                         |
| 2012 | The Soul of Bread                          | Chiu Hsiao-ping | junto a Hank Chen, Anthony Neely y Lia Lee (李相林)                                   |
| 2011 | You Are the Apple of My Eye                | Shen Chia-yi    | junto a Ko Chen-tung, Owodog, Steven Hao, Emerson Tsai, Yen Sheng-yu y Wan Wan        |
| 2011 | Tempest of First Love                      | Chuang Kai-en   | junto a Tony Yang, Zhi Wei Tang y Juan Wang (王秀娟)                                  |
| 2009 | Ego's Mask                                 | -               | junto a Danny Liang                                                                   |
| 2009 | Hear Me                                    | Lin Hsiao-peng  | junto a Ivy Chen, Eddie Peng, Lo Bei-an y Lin Mei-hsiu                                |

### Programa de televisión

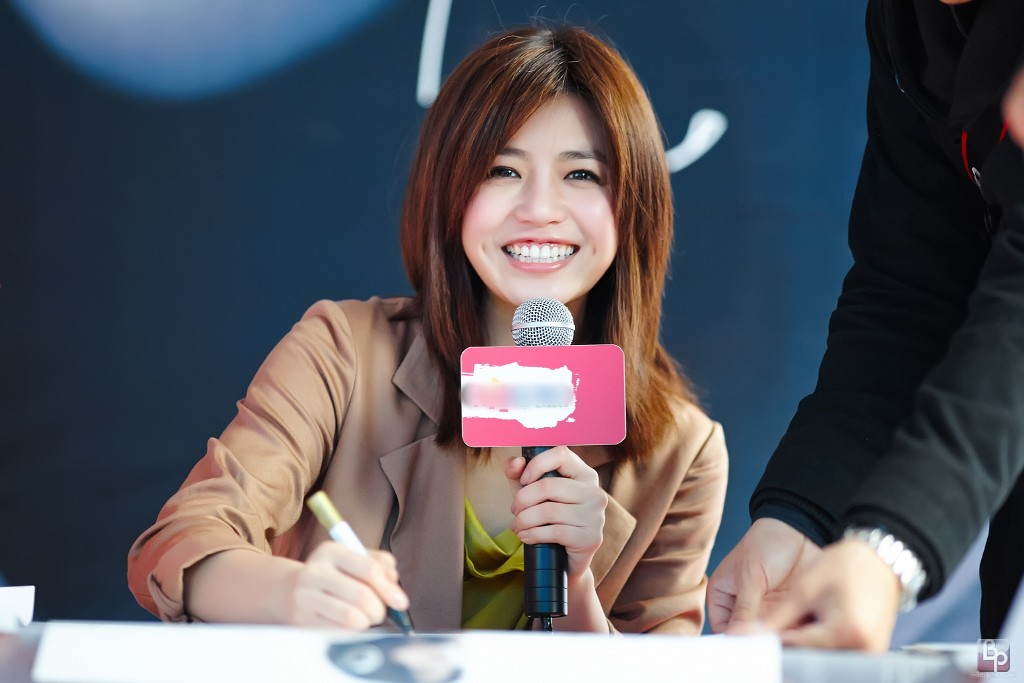
Michelle Chen durante un evento.

| Año              | Programa                    | Notas                  |
| ---------------- | --------------------------- | ---------------------- |
| 2013, 2014, 2019 | Happy Camp                  | invitada               |
| 2017             | Up Idol: Season 3           | 12 episodios - miembro |
| 2015             | Go Fridge S1                | (ep. #5-6) - invitada  |
| 2015             | Yes! Coach (报告！教练)     | concursante            |
| 2014             | Chef Nic Season 1: Spain    | (ep. #5) - invitada    |
| 2011 - 2012      | Miss Traveler (WOMAN愛旅行) | presentadora           |

### Directora y guionista
| Año  | Título                        | Notas |
| ---- | ----------------------------- | ----- |
| 2011 | Son of the Stars (星星的孩子) |       |

### Revistas / sesiones fotográficas
| Año  | Título         | Notas                    |
| ---- | -------------- | ------------------------ |
| 2019 | Share Fashion  |                          |
| 2017 | UMORE Magazine | (publicación de octubre) |
| 2017 | CHIC (小资)    |                          |
| 2016 | Marie Claire   | junto a Chen Xiao        |
| -    | VOGUE          | junto a Chen Xiao        |

### Eventos
| Año  | Título                                                                  | Notas                              |
| ---- | ----------------------------------------------------------------------- | ---------------------------------- |
| 2020 | Nice to Meet Poetry                                                     | (Special Spring Poetry Livestream) |
| 2020 | China Federation of Literary and Art Circles’ 2020 Spring Festival Gala |                                    |

## Discografía

### Sencillos
| Año  | Canción                                          | Álbum                                              | Letra                        | Notas                                 |
| ---- | ------------------------------------------------ | -------------------------------------------------- | ---------------------------- | ------------------------------------- |
| 2017 | "Love Like First Sight" (愛如初見)               | Canción del juego móvil "Shen Diao Xia Lü"         | Michelle Chen                | junto a Chen Xiao                     |
| 2015 | "Hua La La" (嘩啦啦)                             | OST de la película "This Is Me"                    | Chen Xi                      |                                       |
| 2014 | "You and Me" (你我)                              | OST de "The Romance of the Condor Heroes"          | Yu Zheng                     | junto a Chen Xiao                     |
| -    | "The Martial World in Your Hands" (你手中的江湖) | Canción del juego móvil "San Jian Hao"             | Fran                         |                                       |
| -    | "The Bread of Love" (愛的麵包)                   | OST de "The Soul of Bread"                         | Michelle Chen                | junto a Anthony Neely y Chen Han-tien |
| -    | "Drift Bottle" (漂流瓶)                          | Canción incluida en el álbum "Be Yourself"         | Lee Hsuan-Le                 | junto a Ko Chen-tung                  |
| -    | "Childish" (孩子氣)                              | Canción insertada de "You Are the Apple of My Eye" | Michelle Chen                |                                       |
| -    | "Mind Game" (攻心計)                             | Canción incluida en el álbum "Four Dimensions"     | Owodog, 小色 & Michelle Chen | junto a Lollipop F                    |

### Álbumes de estudio

#### Me, Myself, and I
Lanzada en mayo del 2013 con letras en mandarín e inglés y con una duración de 35:10, el álbum pop fue lanzado bajo la discografía "Linfair Records". Todas las letras de las canciones fueron escritas por Michelle.
| No. | Canción                                                                                | Música                        | Idioma            | Duración |
| --- | -------------------------------------------------------------------------------------- | ----------------------------- | ----------------- | -------- |
| 1   | "Great-Uncle's Story of a Small Town" (Shu Gong De Xiao Cheng Gu Shi / 叔公的小城故事) | Michelle Chen & Shih Chia-hao | Mandarín          | 3:28     |
| 2   | "Clueless Boy"                                                                         | Michelle Chen                 | Inglés            | 3:34     |
| 3   | "Sorry"                                                                                | Michelle Chen                 | Inglés            | 3:08     |
| 4   | "The Rose on the Cliff" (Xuan Ya Shang De Mei Gui / 懸崖上的玫瑰)                      | Michelle Chen & Stanley Wang  | Mandarín          | 3:37     |
| 5   | "Intuition" (Zhijue / 直覺)                                                            | Michelle Chen                 | Mandarín          | 3:15     |
| 6   | "Beautiful"                                                                            | Michelle Chen                 | Mandarín e Inglés | 3:25     |
| 7   | "Direction" (Fangxiang / 方向)                                                         | Michelle Chen & Diks Lau      | Mandarín          | 3:48     |
| 8   | "I Lost My Sanity"                                                                     | Michelle Chen                 | Inglés            | 3:12     |
| 9   | "Faint Light" (Wei Guang / 微光)                                                       | Michelle Chen & Lee Shan-hao  | Mandarín          | 3:14     |
| 10  | "Dear Friend"                                                                          | Michelle Chen                 | Mandarín e Inglés | 3:06     |

## Premios y nominaciones
| Año  | Categoría                      | Premio                       | Trabajo                          | Resultado |
| ---- | ------------------------------ | ---------------------------- | -------------------------------- | --------- |
| 2016 | Best Actress (Ancient Drama)   | 19th Huading Award           | The Legend of Qin                | Nominada  |
| 2015 | Best Actress (Ancient Drama)   | 17th Huading Award           | The Romance of the Condor Heroes | Ganó      |
| 2012 | Best Movie Actress             | Chinese Music Award          | You Are the Apple of My Eye      | Ganó      |
| 2012 | Most Influential Movie Actress | LeTV Award                   | You Are the Apple of My Eye      | Ganó      |
| 2012 | Favorite Actress               | Chinese Film Media Award     | You Are the Apple of My Eye      | Nominada  |
| 2012 | Favorite Performance           | Chinese Film Media Award     | You Are the Apple of My Eye      | Ganó      |
| 2012 | Best Actress                   | Changchun Film Festival      | You Are the Apple of My Eye      | Nominada  |
| 2012 | Favorite Actress               | 6th Asian Film Award         | You Are the Apple of My Eye      | Nominada  |
| 2012 | Best Actress                   | 6th Asian Film Award         | You Are the Apple of My Eye      | Nominada  |
| 2012 | Asia Rising Star               | New York Asian Film Festival | -                                | Ganó      |
| 2011 | Best Leading Actress           | 48th Golden Horse Award      | You Are the Apple of My Eye      | Nominada  |
| 2009 | Best New Performer             | 46th Golden Horse Award      | Hear Me                          | Nominada  |